# Justin Germain Casimir de Selves
Justin de Selves (19 de julio de 1848-12 de enero de 1934) fue un abogado, militar, alto funcionario y político francés, que ocupó los cargos de Ministro de Asuntos Exteriores y del Interior, así como el de Presidente del Senado.
| Predecesor: Jean Cruppi      | Ministerio de Asuntos Exteriores 1911–1912 | Sucesor: Raymond Poincaré  |
| Predecesor: Maurice Maunoury | Ministerio del Interior 1924               | Sucesor: Camille Chautemps |
| Predecesor: Gaston Doumergue | Presidente del Senado 1924–1927            | Sucesor: Paul Doumer       |

- Datos: Q2403337
- Multimedia: Justin de Selves / Q2403337